# Надуксусная кислота
Надуксусная кислота (пероксиуксусная кислота, перуксусная кислота, НУК) — химическое соединение, органическая надкислота с формулой CH3CO3H. Представляет собой бесцветную жидкость с резким запахом.

## Физические свойства
Бесцветная жидкость. Температура кипения 35—36 °C/29 мм рт. ст. d204 1,1037; nD20 1,3964; DH0обр — 340 кДж/моль (25 °C), DH0исп 44,2 кДж/моль. Уравнение температурной зависимости пара lgp (мм рт. ст.) = 8,911 — 3211/T; m 7,9.10-30 Кл.м. Хорошо растворима в органических растворителях.

## Получение
Надуксусная кислота CH3C(O)OOH образуется при воздействии концентрированного пероксида водорода на ледяную уксусную кислоту, константа равновесия при этом составляет 0,37.
{\displaystyle {\mathsf {H_{2}O_{2}+CH_{3}COOH\rightleftarrows H_{2}O+CH_{3}C(O)OOH}}}
Надуксусную кислоту получают постепенным добавлением уксусной кислоты и пероксида водорода в воду, содержащую серную кислоту в качестве катализатора. Полученную смесь выдерживают до десяти дней для увеличения выхода.
Для получения НУК можно использовать также ацетилхлорид или уксусный ангидрид.
Перуксусная кислота продаётся в виде смеси с уксусной кислотой и пероксидом водорода для поддержания стабильности состава. Стабилизаторами также служат пирофосфат, триполифосфаты и тетраметапирофосфат натрия.
Другие методы получения НУК включают в себя окисление ацетальдегида, реакцией тетраацетилэтилендиамина с щелочным водным раствором пероксида водорода.
Надуксусная кислота также образуется в природе в результате фотохимических реакций.
Концентрацию кислоты определяют чаще всего йодометрическим методом.

## Химические свойства
Надуксусная кислота относится к группе сильных окислителей и довольно легко разрушается. Она, например, менее стабильная, чем пероксид водорода.
В разбавленных растворах надуксусная кислота разлагается за счёт гидролитического расщепления на уксусную кислоту и пероксид водорода:
{\displaystyle {\mathsf {H_{2}O+CH_{3}C(O)OOH\rightleftarrows H_{2}O_{2}+CH_{3}COOH}}}
Скорость этой реакции в большой степени зависит от температуры. Если при 4 °C период полураспада составляет несколько месяцев, то при 40 °C он сокращается до одной недели. Скорость разложения зависит также и от величины pH. При собственном pH 2,7 0,2%-ный раствор надуксусной кислоты стабилен в течение многих недель, тогда как при pH 5,7 период полураспада составляет менее одного дня. В присутствии тяжёлых металлов происходит другая реакция разложения:
{\displaystyle {\mathsf {2CH_{3}C(O)OOH\rightarrow 2CH_{3}COOH+O_{2}}}}
Степень разложения по этому механизму зависит от вида и концентрации ионов тяжёлого металла. Периоды полураспада могут длиться от нескольких часов до нескольких дней. Однако, при помощи комплексообразующих веществ можно в значительной степени предотвратить каталитическое действие ионов таких металлов.

## Применение

### Синтез других соединений
Основное применение надуксусной кислоты в промышленности — синтез эпоксидов. В этом процессе происходит перенос атома кислорода на двойную связь, например, этилен или пропилен образуют эпоксиды или спирты. Он может быть также использован при получении глицерина из пропилена. И используется в производстве нейлона.

### Дезинфицирующие средства
Надуксусная кислота — сильное и удобное дезинфицирующее средство из-за высокого окислительного потенциала. Она эффективна против широкой гаммы микроорганизмов и не дезактивизируется ферментами каталазой и пероксидазой, дезактивирующими пероксид водорода. Она также легко разрушается в пище в безопасные остатки (уксусная кислота и пероксид водорода). Она может быть использована в широком интервале температур (0—40 °C), и широком значении pH (3,0—7,5), для мытья в жёсткой воде.

#### Механизм действия
Пероксиуксусная кислота убивает микроорганизмы, окисляя и впоследствии разрушая мембрану клетки, через гидроксил (HO•). Если диффузия гидроксила медленнее, чем период его полураспада, то он реагирует с любой способной окисляться частицей. Он может разрушить практически любую макромолекулу, связанную с микроорганизмом: углеводы, нуклеиновые кислоты (мутация), липиды и аминокислоты (фенилаланин переводит в м- и о-тирозин). Это немедленно ведёт к распаду клетки и её гибели.

## Применение
В США агентство по защите окружающей среды зарегистрировала перуксусную кислоту в качестве противомикробного средства в 1985 г. для применения в жилых помещениях на твёрдых поверхностях. Места применения включают агрокультурные площади, места общего питания, медицинское оборудование и домашние ванные.
Надуксусная кислота также зарегистрирована для использования на маслобойнях и заводах по производству сыра, на технологическом оборудовании по производству продуктов питания. Ещё как дезинфектант на пивоваренных и винных заводах.
Она также используется для дезинфекции медицинского снабжения, для предотвращения образования биоплёнок в мясном производстве и как очиститель воды и дезинфицирующее средство.

### Отбеливающее средство
Надуксусная кислота может использоваться как отбеливающее средство, особенно для пульпы при производстве бумаги. Она используется в слабокислой среде и при относительно низкой температуре. Она достаточно активна и как селективный отбеливающий агент и очень часто используется как альтернатива диоксиду хлора или хлору в полностью бесхлорном отбеливании. Но это, однако, более дорого, и возникает вопрос хранения из-за её неустойчивости и химической активности. Это ограничивает её применение.

## Безопасность
Концентрированная надуксусная кислота — довольно едкое вещество. Разбавленная надуксусная кислота неядовита, однако в результате её гидролиза образуется пероксид водорода, который также является едким веществом.
Концентрированные растворы надуксусной кислоты пожароопасны. Кроме того, надуксусная кислота считается взрывоопасной. Однако показали, что эта взрывоопасность объясняется главным образом присутствием диацетилпероксида, который образуется при определённых способах получения надкислот. Когда её получают из смеси ледяной кислоты, пероксида водорода и соответствующих катализаторов, то образования диацетилпероксида не происходит, а опасность в обращении с концентрированной надуксусной кислотой уменьшается.